# Tomasz Jasiński
Tomasz Tadeusz Jasiński (* 29. Dezember 1916 in Bielsko-Biała; † 23. März 1998 in Warschau) war ein polnischer Eishockeyspieler.  

## Karriere
Tomasz Jasiński studierte in Lemberg an der Universität für Technik und Medizin. In Lemberg begann er auch seine Karriere als Eishockeyspieler bei Czarni Lwów, für das er von 1932 bis 1939 auflief. Mit der Mannschaft gewann er in der Saison 1934/35 den polnischen Meistertitel. In den Jahren 1940 und 1941 spielte er für Spartak Lwów. Im Anschluss an den Zweiten Weltkrieg stand er von 1946 bis 1948 für Wisła Krakau, von 1949 bis 1950 für Stali Katowice und zuletzt von 1953 bis 1954 für KTH Krynica auf dem Eis. Außerdem spielte er für Baildon Katowice.

### International
Für die polnische Eishockeynationalmannschaft nahm Jasiński an den Olympischen Winterspielen 1948 in St. Moritz teil. Insgesamt absolvierte er 16 Länderspiele für Polen, in denen er vier Tore erzielte.

## Erfolge und Auszeichnungen
- 1935 Polnischer Meister mit Czarni Lwów